# 철산선
철산선(鐵山線)은 조선민주주의인민공화국 평안북도 동림군에 있는 동림역에서 철산군에 있는 동천역을 연결하는 철도노선이다.

## 노선 정보
- 구간과 거리 : 동림역～동천역. 거리 12.5km은 추정치임.
- 역 수 : 2개(양단역 포함)
- 궤도 간격 : 1435mm(표준궤)
- 전철화 구간 : 없음
- 복선 구간 : 없음

## 역 목록
| 역이름     | 구역명(舊驛名) | 영업거리 (km) | 접속노선 | 소재지   | 소재지 |
| ---------- | -------------- | ------------- | -------- | -------- | ------ |
| 동림(東林) | 차련관(車輦館) | 0.0           | 평의선   | 평안북도 | 동림군 |
| 동천(東川) |                |               |          | 평안북도 | 철산군 |